# 坪洲政府合署

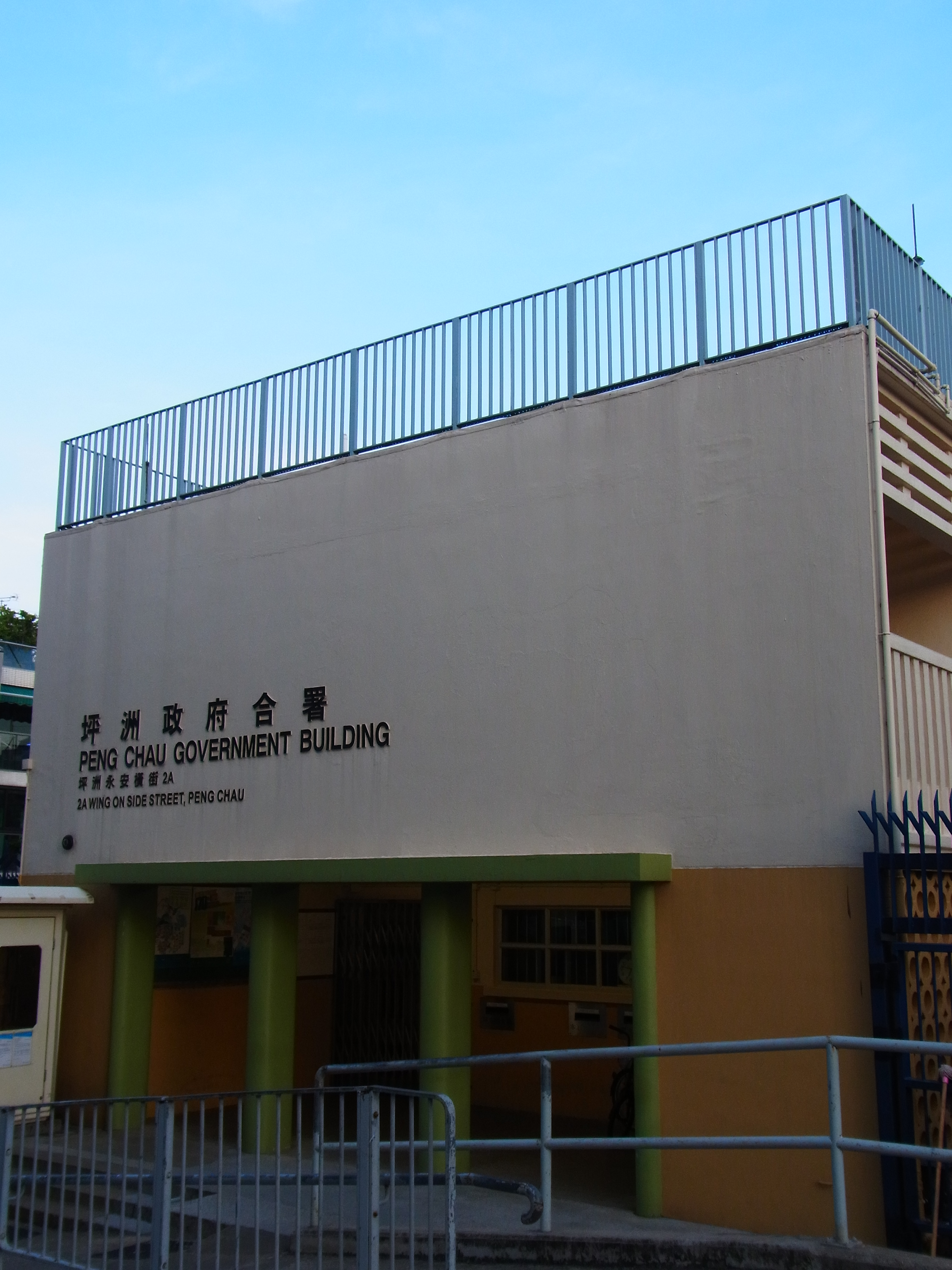
坪洲政府合署

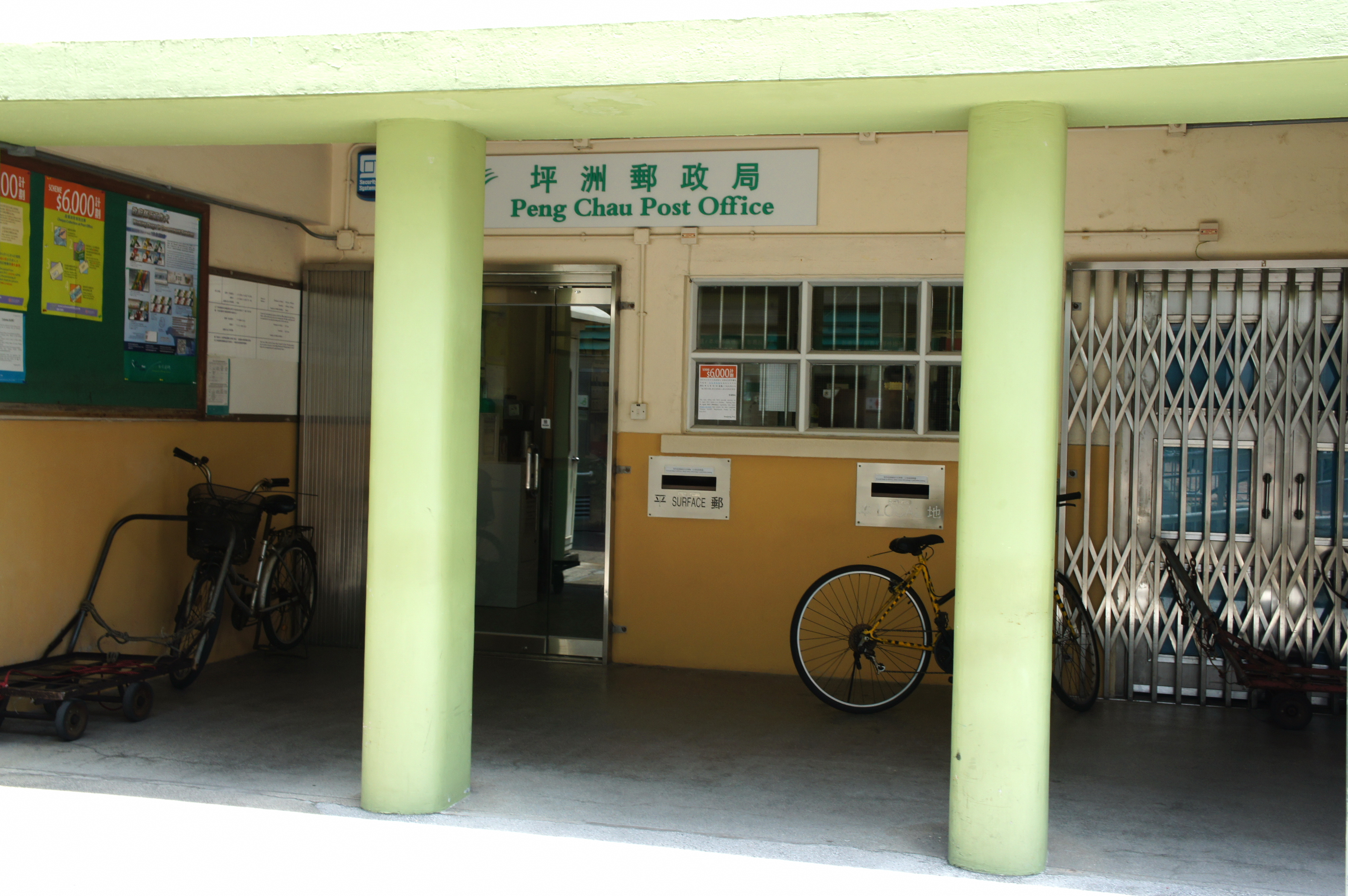
位於坪洲政府合署地下的坪洲郵政局

坪洲政府合署（英語：Peng Chau Government Building），是香港政府的一座辦公大樓，位於香港新界離島區坪洲永安橫街2號A。該大樓設有坪洲郵政局，以及政府產業署等部門的辦事處。

## 交通
| 坪洲碼頭 渡輪 \| 中環 \| ↔ \| 坪洲[1] \| \| \| \| \| \| 坪洲 \| ↔ \| 梅窩 \| ↔ \| 芝麻灣 \| ↔ \| 長洲（橫水渡）[2] \| |   |      |   |        |   |                |
| 中環 | ↔ | 坪洲 |   |        |   |                |
| 坪洲 | ↔ | 梅窩 | ↔ | 芝麻灣 | ↔ | 長洲（橫水渡） |

## 資料來源
1. ↑  .   [2016-11-03]. （原始内容存档于2017-10-17）.
2. ↑  .   [2016-11-03]. （原始内容存档于2017-10-17）.

## 外部連結
- 坪洲政府合署 - 香港地區資訊索引

22°17′04″N 114°02′19″E / 22.28434°N 114.03852°E